# 堤丰

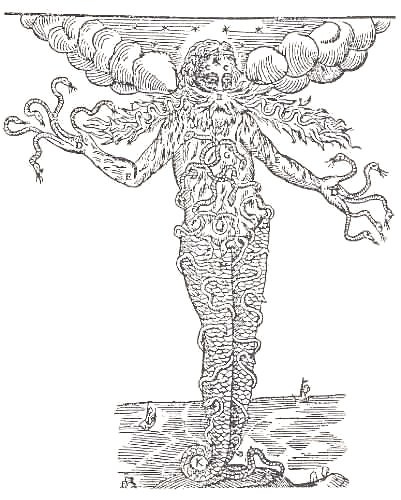
堤丰

堤丰（希臘語：Τυφωευς / Τυφων / Τυφαων / Τυφως），又译提丰或堤福俄斯（Typhoeus）或泰風，希腊神话中象征风暴的妖魔巨人。该词在希腊语中譯为“暴风”或“冒烟者”。

## 家世
据《神谱》记载，堤丰为大地之母盖亚之子。传说降生之地在奇里乞亚地区的山洞里。
堤丰子息众多，都是希腊神话中的著名魔怪。诸说中，以它与雌蛇厄客德娜交配为最普遍。两只大妖所生子女计有：
- 拉冬
- 科尔客斯凶龙
- 特洛伊双龙
- 刻耳柏洛斯
- 俄耳托洛斯
- 许德拉
- 客迈拉
- 涅墨亚狮子
- 高加索神鹰
- 斯芬克斯
- 克罗米翁牝猪
- 斯库拉
- 透墨索斯恶狐
- 哈耳庇厄

## 外貌
堤丰有百个龙头，最为出名。每张口中，暗色的蛇信伸缩吞吐。百双骇人的眼里不时喷出烈焰。它的吼声也变化多端：有时作人言，有时如牛吼，如狮啸，如犬吠，声若奔雷，响彻四极。关于它的身体，各典籍说法不一。《神谱》只提到四肢力大无匹。阿坡罗陀洛斯（Apollodorus）的《书库》（The Library）描述它自肩至股为人形，股以下如巨蟒。身量高出山岳之上，头顶触着星辰，一手在极东，另一手可以伸到极西。许多翅膀从它身上长出。毛发缠结，沾满尘土。安东尼努斯·莱伯拉里斯（Antoninus Liberalis）的《变形记》（Metamorphoses）更说它不仅有百头百翼，还有百只巨手。
史诗《狄奥尼西卡》（Dionysiaca）对堤丰外貌的描述，与诸本颇不相同。在这部史诗中，堤丰的各头或如狮、或如豹、或如牛、或如野猪，百兽云集，穷形尽相，只有当中那个头作人形。每个头的周围，都有千万条毒蛇蟠回。这些蛇发一旦怒张开来，再加上一百双如蟒巨臂，能够遮蔽整片天空。下半条蛇身所过之处，地陷成沮，毒涎滴落，将群山溅得一片污秽。吼叫起来，当中一头发出人声，其余狼嚎、狮啸、牛鸣、蛇嘶、豹吼，诸音杂作，威势足以震慑奥林匹斯诸神。

## 与宙斯的战斗

### 《神谱》的版本
《神谱》比较简略地描述了这场战斗：宙斯刚将泰坦打入冥渊，分派好各神的座次与职务，盖亚又怀上了最后一子——堤丰。这个妖魔惊世骇俗，甫一诞生，就被天神察觉。宙斯从奥林匹斯山上降下霹雳来。雷火混杂着堤丰的飓风，震荡了天地，摇动了山川，将海中搅得巨浪翻腾。这种威势声响，连哈得斯和深囚地底的泰坦也闻之变色。接着宙斯一跃而下，与妖魔大战。堤丰的百头最终被神雷击中，着起了火。他倒在地上，身旁的飚风带动烈焰，四散蔓延，大地都开始熔化。宙斯盛怒之下，将堤丰也打入冥渊。

### 《狄奥尼西卡》的版本
農諾斯的《狄奥尼西卡》用了近九千字篇幅将这场战斗的始末娓娓道来。整个故事大致可分为三部分：堤丰盗走宙斯的雷火、卡德摩斯助宙斯骗回雷火、堤丰和宙斯大战。
宙斯将雷火藏在一个山洞裡，跑去与仙女普卢图（Plouto）幽会。神雷在洞中放出烟气与火星，白色的山崖立时熏得漆黑。堤丰偷出这威力无穷的雷火，安置在石缝中。随即它狂吼厉啸，在四极间冲突往来，撑开蛇发，举起巨臂上击云霄。诸天被搅得混乱不堪：星宿错位，或者陨落海中，日月同时出现。它击中日之神的日车。月之神与它对抗，却落得满身伤痕。连四方风神 北风之神、西风之神、南風之神、東风之神 也难逃此劫。它又冲入大海。水还没不到这巨魔的腰部。它搅动海水，激起滔天的巨浪，又劈波斩涛，将波塞冬的座车拽出水面。它又返回陆地，取出雷火。堤丰虽有两百条巨臂，抬起重逾万钧的神雷也颇感吃力。这武器它还无法运用得心，但仅仅扬起示威也足令诸神魂飞魄散。他们变为各种飞禽走兽，仓皇逃往埃及。
此时宙斯正化为白牛，在克里特岛与腓尼基公主 欧罗巴缠绵。闻讯后他赶回与堤丰作战，但失了兵器，不是对手，遭妖魔击敗，被取出神力，败下阵来。欧罗巴的弟弟卡德摩斯找寻失踪姐姐，途遇宙斯。宙斯于是心生一计，命随行的畜牧之神 潘召来牛群羊群，自己搭起茅棚，把卡德摩斯打扮成牧童模样，让他从堤丰那里骗回雷火，并将和谐女神 哈默尼亚许以为妻。一切停当，宙斯变为公牛，混入牛群中。卡德摩斯坐在树下，吹起芦笛。妖魔听到乐声，将神雷藏在洞中，赶来欣赏，还说将来占据奥林匹斯山，要请牧童随侍演奏，许以种种好处。卡德摩斯便道他的竖琴更为高妙，但要宙斯的神力来作琴弦。妖魔为笛音所惑，欣然交出。此时天神已赶到山洞，取走兵器。堤丰回来不见雷火，顿时醒悟，勃然大怒，向宙斯叫阵，扬言要娶赫拉为妻，贬诸神为奴，解放冥渊诸巨人，将天地重新融合，归入混沌。双方于是再次大战。
宙斯以雲为甲，以雷为盾，以闪电为矛，以霹雳为箭，乘光阴车（Khronos's Chariot）从霄汉上直冲下来。骚乱之神 佛伯斯（Phobos）和恐惧之神 德摩斯（Deimos）在左右扈从，胜利女神 尼克（Nike）举盾护持在前。四方风神都供其驱策。堤丰也不示弱，垒石垛挡在身前，又奋神力举起一条冰河，向宙斯扔去，希望能浇熄雷霆。可是凡水灭不了天火。接着它扳下大片山崖，连连投出。宙斯或避让，或以雷电劈开，或举手抄住反掷，又驱起诸神力量不斷向妖魔攻去。最后堤丰不支倒地。宙斯嘲弄一番后，将它压在西西里岛的埃特納火山（Mt Aetna）下。

### 《书库》的版本
《书库》所述与诺努斯较为相似，只是简略得多。说宙斯发雷火，又用刚玉镰刀与堤丰战斗。妖魔受伤败逃。宙斯追到叙利亚的卡西安山（Mount Kasium），与其和身肉搏。堤丰用蛇髮将天神缠住，夺下镰刀，取下他的神力。它把宙斯身体弃于契里琼山洞，神力则藏在一张熊皮下。旅行者之神 赫耳墨斯和埃基潘（Aigipan）将神力盗出，安回到宙斯身体上。宙斯重获力量，乘云车，驾风马，擎神雷，将堤丰逐到色雷斯地方。妖魔祭起整座山岳，却被霹雳击中，欲从西西海逃遁。宙斯召来爱特纳山，将它压在下面。

### 诸神奔逃

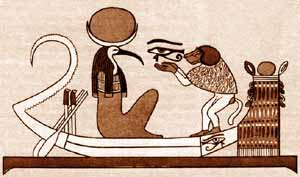
赫耳墨斯变为朱鹭，被視為古埃及托特神的化身

堤丰逞威时，除宙斯和雅典娜，其余诸神都吓得逃往埃及。他们听了潘的建议，化成各种动物，以便匿藏。赫拉变为白色母牛、阿波罗变为鹰，赫耳墨斯变为朱鹭，阿瑞斯变为鱼，阿耳忒弥斯变为猫，狄俄倪索斯变为山羊，海格力斯变为小鹿，赫淮斯托斯变为公牛，勒托变为老鼠。其余神祇也各有化身。潘自己也变作上身为羊，下身为鱼的模样，摩羯座因此而来。
许癸努斯（Hyginus）的《天文学》（Astronautica）讲阿芙蘿黛蒂和儿子厄洛斯游幼发拉底河，遇上堤丰作怪。二神跳入河水，化为双鱼。这就是双鱼座的由来。

### 其余细节
《狄奥尼西卡》提到堤丰在吕底亚（Lydia）肆虐。那里的祭司用一句咒语将其缚住，令它不敢前进。
有版本说潘以鱼宴为饵，诱惑堤丰从深渊来到海滩，然后宙斯用雷将其击死。另一说为潘用渔网捉住了这个妖魔。还有几种典籍认为堤丰战败处在佛律癸亚（Phrygia）。瓦勒里乌斯·弗拉库斯（Valerius Flaccus）的拉丁文史诗《阿尔戈船英雄记》（Argonautica）中，狄俄倪索斯和雅典娜也敢于和堤丰对峙。而最后将妖魔压在山底的是海洋之皇波塞頓。
堤丰也遭到命运三女神的欺骗。在尼萨山（Nysa），三姐妹骗它吃下一日果，说能增加气力。吃了之后，一日之内堤丰便被打败。

## 囚禁
《伊里亞德》中说堤丰在阿里摩亚人（Arimoi）的土地上被宙斯打败，一直躺在彼处。根据《神谱》，母蛇艾奇德娜也盘踞在阿里摩亚的山洞。也许那儿就是冥渊大门的所在。《奥德赛》裡提到有个叫奇摩罗伊（Kimmeroi）的地方，终年冰雪，长夜不昼，可能和阿里摩亚有渊源。大地理学家斯特拉伯（Strabo）推断该处即当时利底亚的火山平原。
瑟伯尼亚湖（the Serbonian Lake）位于当时埃及和腓尼基（Phoenicia）的边境。希罗多德（Herodotus）等认为堤丰的囚牢该在彼处。但这多半源于堤丰和古埃及塞特神（Set）的关系。
更多的版本认为堤丰被压在西西里岛的爱特纳火山之下。它在山底欲挣扎脱困，就带来地震，魔焰神烟冲出山头，造成火山喷发。宙斯派了赫斐斯托斯在山上镇压，顺便用那烈焰打铁。埃斯库罗斯预言：堤丰的火气无法浇灭，有朝一日岩浆会汇聚成河，将整岛的土壤烧尽。斯特拉伯认为不仅西西里一地，附近的岛屿都压在堤丰身上。一旦妖魔翻身，便酿成大灾。

## 神话学意义

### 希腊神话

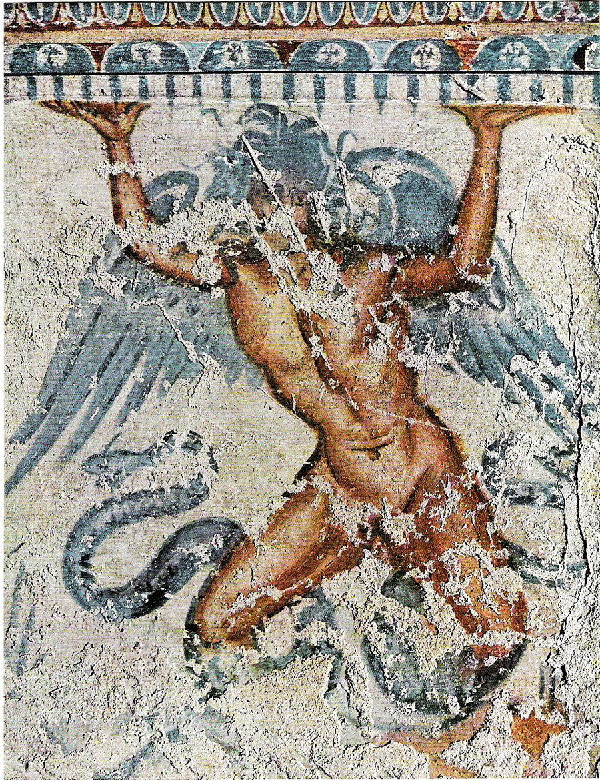
伊特拉斯卡人墓中的堤丰（公元四世纪后巨人绘像多以蛇为足，可能是受堤丰神话的影响）

宙斯与堤丰的搏斗是他与泰坦争战的余绪。《神谱》与其它古希腊典籍都暗示了这点。蓋亚不满宙斯将其子女打入冥渊，于是生出了堤丰。在《狄奥尼西卡》中，堤丰明确提到要取代宙斯的地位，入主奥利匹斯山，还想把它的哥哥泰坦们从地底放出。从某个角度看，诸神战胜泰坦暗喻秩序压倒混沌，天地开辟，万类清明，而堤丰的出现，则代表狂暴的自然力对秩序的反扑。它搅扰日月星辰，以及扬言要合并天地，都佐证了这个观点。
品达（Pindar）曾将堤丰和巨人首领波爾費里翁（Porphyrion）相提并论。两者确有相似之处。普非良也是蓋亚所生，曾劫走赫拉，欲施奸淫，结果被宙斯赶来，用雷劈死。在《狄奥尼西卡》中，堤丰也扬言要以赫拉为妻。而很多典籍中也以“巨人”（Gigante）来称呼它。
力量的拟人体现。这点上它又和巨人恩克拉多斯（Enceladus）有很大渊源。在巨人战争中，恩克拉多斯本欲逃走，雅典娜将爱特纳火山压在它身上。另一方面，赫斐斯托斯作为火山神，与堤丰也颇相埒。虽然一神一魔，但两者都是女神不孕而生（母親分別為赫拉與蓋亚）。
堤丰也象征恶风。《神谱》说它战败后，从身上生出无数股狂飚，专门滋害往来的海船。这个希腊词到波斯变为طوفان（Tufân），特指印度洋的风暴，到了英语裡便成了Typhoon。中文台风一词的由来，有人认为来自台灣的“台”，也有说就是Typhoon的音译。但据清王士禛《香祖笔记》，“台湾风信与他海殊异，风大而烈者为飓，又甚者为颱。飓倏发倏止，颱常连日夜不止。正、二、三、四月发者为飓，五、六、七、八月发者为颱。”可见今日的“台风”一词，源出彼时的“颱”字。仅此一字，不太可能是音译typhoon。又有说该词源于粤语“大风”者，或源自闽南语“风颱”。迄无定论。